# Mușenița
Mușenița est une commune du județ de Suceava en Roumanie.